# Amargazaur
Amargazaur (Amargasaurus) – rodzaj wczesnokredowego zauropoda z rodziny dikreozaurów (Dicraeosauridae), zamieszkującego tereny dzisiejszej Argentyny. Został odkryty przez argentyńskich paleontologów – Leonarda Salgado i José Bonapartego. W nazwie rodzajowej uwzględnili formację geologiczną, w której znaleźli szczątki, a w epitecie gatunkowym jedynego gatunku A. cazaui upamiętnili człowieka, dzięki któremu rozpoczęli badania w tym miejscu.
Jak inne dikreozaury, amargazaur osiągał niewielkie jak na zauropoda rozmiary 8–9 m długości, co tłumaczy się progenezą lub pedomorfozą. Cechowała go czaszka typu diplodoka i niezwykle długie, rozwidlone wyrostki kolczyste proksymalnej części kręgosłupa. Mogły one służyć do obrony lub ustalania hierarchii pomiędzy poszczególnymi osobnikami. Poruszał się na czterech kończynach. Nie potrafił osiągać znacznych szybkości.

## Historia
Okaz, na podstawie którego opisano nowy rodzaj, odkryła ekspedycja Paleontological Expedition to Patagonia związana z Museo Argentino de Ciencias Naturales “Bernardino Rivadavia” w Buenos Aires. Kierował nią José Bonaparte – autor publikacji ustanawiającej rodzaj. Odkrycia dokonano w lutym 1984 roku.
Nowe skamieniałości badacze znaleźli w argentyńskiej prowincji Neuquén, w departamencie Picún Leufú, 2,5 km na południowy wschód od mostu drogi krajowej nr 40 na La Amarga Arroyo i 40 km na południe od Zapala. Szkielet spoczywał w dolnej części formacji La Amarga, wśród piaskowców.
Holotyp określono jako MACN-N 15. Okaz składał się w zakresie szkieletu osiowego z części czaszki (podstawa, okolice skroniowe i potyliczna; nie znaleziono żadnych zębów, dobrze zachowała się puszka mózgowa), kręgi przedkrzyżowe w liczbie 22, z połączeniami stawowymi zarówno proksymalnie z czaszką, jak i dystalnie z kością krzyżową oraz z żebrami, które też się zachowały, dalej zawierał kręgi ogonowe oraz 3 łuki naczyniowe. Kość krzyżowa była niekompletna, brakowało większości trzonów kręgów. Przetrwała tylko lewa kość biodrowa. Spośród szkieletu obwodowego zachowały się w nim prawa kość łopatkowo-krucza, lewa kość ramienna, obie kości przedramienia, kość udowa i obie kości goleni, z dystalnych fragmentów kończyn okaz zawierał kość skokową oraz dwie kości śródstopia. Lewa kość ramienna, choć zachowana w znacznej mierze, ma znacznie pofragmentowaną powierzchnię. Z kolei kość udowa uległa złamaniom i niewielkiej kompresji przednio-tylnej, bliższa powierzchnia stawowa nie zachowała się.

## Systematyka

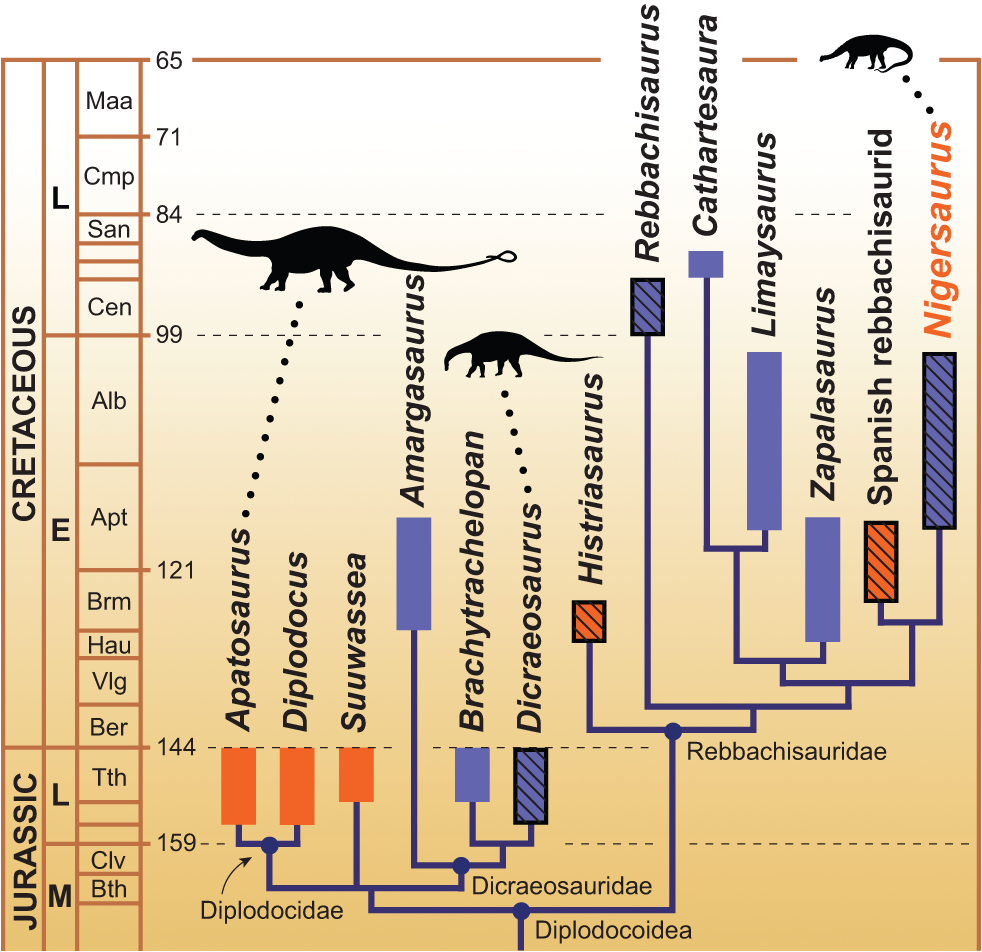
Drzewo rodowe diplodokokształtnych wedle Sereno i współpracowników, 2007

Autorzy opisu amargazaura zaliczyli go do rodziny dikreozaurów. Salgado w późniejszej pracy uznał jednak dikreozaury za podrodzinę w obrębie rodziny diplodoków, wśród których nie wyróżnia apatozaurów.
Obecnie amargazaur umieszczany jest na powrót w rodzinie dikreozaurów (Dicraeosauridae), wchodzącej w skład nadrodziny diplodokokształtnych (Diplodocoidea). W 1995 Upchurch określił ją jako „zawierającą rodziny diplodoków, dikreozaurów i nową rodzinę nemegtozaurów”, choć można się też spotkać z określeniem jej jako kladu zawierającego diplodoka, ale nie saltazaura. W 2004 Harris i Dodson zdefiniowali dodatkowy klad Flagellicaudata mający obejmować ostatniego wspólnego przodka dikreozaura i diplodoka oraz wszystkich jego potomków. Uważają, że należąca doń Suuwassea emilieae jest taksonem siostrzanym dla wszystkich innych przedstawicieli grupy. Z kolei zawierającą się w tej grupie rodzinę dikreozaurów Sereno w 1998 określił jako klad zawierający dikreozaura, ale nie diplodoka. W zaproponowanej przez niego analogicznej definicji rodziny diplodoków po prostu zamienił oba rodzaje miejscami. Inni badacze definiują Dicraeosauridae jako najwęższy klad obejmujący dikreozaura i amargazaura właśnie.
W obrębie dikreozaurydów wyróżnić można jeszcze podrodzinę Dicraeosaurinae. Obejmuje ona 2 rodzaje: dikreozaura i jego najbliższego krewnego brachytrachelopana. Tak więc amargazaur jest jedynym przedstawicielem dikreozaurów nie należącym do tej podrodziny.
Nazwa rodzajowa nadana została z uwagi na miejsce znalezienia szczątków – formację La Amarga. Tak więc nazwę tę tłumaczy się jako „jaszczur z La Amarga”.
Jako gatunek typowy wskazano Amargasaurus cazaui. Jego epitet gatunkowy upamiętnia dr. Luisa B. Cazau, który, jak podają autorzy, w 1983 zainteresował ich badaniami formacji La Amarga.
Gdy doszukano się pewnych różnic pomiędzy dwoma wyróżnianymi gatunkami dikreozaura (chodziło głównie o długie wyrostki kolczyste D. sattleri), Salgado zaproponował w 1999 jego bliższe pokrewieństwo z amargazaurem. Uznał nawet D. sattleri za drugi gatunek w rodzaju Amargasaurus. Poza tym widział te gatunki jako ewoluujące w jednej linii (anageneza). Pomysł ten nie spotkał się z szeroką akceptacją. Przeczą mu choćby badania morfometryczne kości ramiennej i udowej obu gatunków dikreozaura, amargazaura i Giraffatitan przeprowadzone przez Danielę Schwarz-Wings i Nico Böhma.
W kolejnych badaniach do tej samej rodziny, co amargazaur, zaliczona została Suuwassea jako najbardziej bazalny jej przedstawiciel. Następne takie badanie opublikowali w 2015 Tschopp i współpracownicy. Uzyskane przez nich wyniki sugerują wstępnie zaliczenie do dikreozaurydów dwóch słabo znanych rodzajów z formacji Morrison, Dyslocosaurus i Dystrophaeus. Pozwalają one na przedstawienie następującego kladogramu:
|  | Suuwassea emilieae     |
|  |                        |
|  | Dystrophaeus viaemalae |
|  |                        |

|  | Brachytrachelopan mesai                                                          |
|  |                                                                                  |
|  | \| \| Amargasaurus cazaui \| \| \| \| \| \| Dicraeosaurus hansemanni \| \| \| \| |
|  |                                                                                  |
|  | Amargasaurus cazaui                                                              |
|  |                                                                                  |
|  | Dicraeosaurus hansemanni                                                         |
|  |                                                                                  |

|  | Amargasaurus cazaui      |
|  |                          |
|  | Dicraeosaurus hansemanni |
|  |                          |

|  | Suuwassea emilieae     |
|  |                        |
|  | Dystrophaeus viaemalae |
|  |                        |

|  | Brachytrachelopan mesai                                                          |
|  |                                                                                  |
|  | \| \| Amargasaurus cazaui \| \| \| \| \| \| Dicraeosaurus hansemanni \| \| \| \| |
|  |                                                                                  |
|  | Amargasaurus cazaui                                                              |
|  |                                                                                  |
|  | Dicraeosaurus hansemanni                                                         |
|  |                                                                                  |

|  | Amargasaurus cazaui      |
|  |                          |
|  | Dicraeosaurus hansemanni |
|  |                          |

|  | Suuwassea emilieae     |
|  |                        |
|  | Dystrophaeus viaemalae |
|  |                        |

|  | Brachytrachelopan mesai                                                          |
|  |                                                                                  |
|  | \| \| Amargasaurus cazaui \| \| \| \| \| \| Dicraeosaurus hansemanni \| \| \| \| |
|  |                                                                                  |
|  | Amargasaurus cazaui                                                              |
|  |                                                                                  |
|  | Dicraeosaurus hansemanni                                                         |
|  |                                                                                  |

|  | Amargasaurus cazaui      |
|  |                          |
|  | Dicraeosaurus hansemanni |
|  |                          |

|  | Suuwassea emilieae     |
|  |                        |
|  | Dystrophaeus viaemalae |
|  |                        |

|  | Brachytrachelopan mesai                                                          |
|  |                                                                                  |
|  | \| \| Amargasaurus cazaui \| \| \| \| \| \| Dicraeosaurus hansemanni \| \| \| \| |
|  |                                                                                  |
|  | Amargasaurus cazaui                                                              |
|  |                                                                                  |
|  | Dicraeosaurus hansemanni                                                         |
|  |                                                                                  |

|  | Amargasaurus cazaui      |
|  |                          |
|  | Dicraeosaurus hansemanni |
|  |                          |

## Budowa ciała

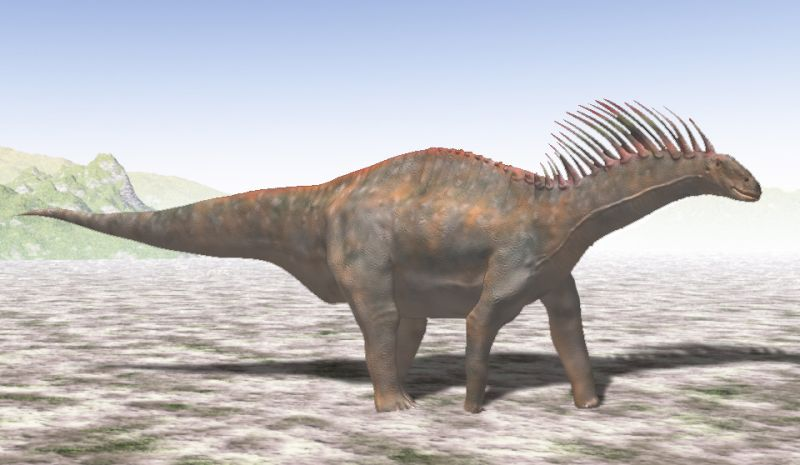
Rekonstrukcja

Osobnik dorosły z rodzaju Amargasausus mierzył 8–9 m długości. Mazzetta przyjmuje w swej pracy dokładniejszą i nieco większą wartość – 9,1 m. Dzięki temu masę jego ciała szacuje się na 2,6 tony, przyjmując gęstość 1000 kg/m³. Wielkością wedle autorów opisu rodzaju odpowiadał Dicraeosaurus hansemanni. Nie zgadza się z tym poglądem Mazzetta ze współpracownikami, wedle których rzeczony gatunek dikreozaura osiągał 14,2 m długości oraz masę ciała ponad dwukrotnie większą od amargazaura. Niewielkie rozmiary dikreozaurów Salgado tłumaczy pedomorfozą, cytuje też autorów uważających je bardziej za wynik progenezy, niż neotenii. Nie wyklucza, że wcześniejsze przystępowanie do rozrodu przez dikreozaury pomogło im przetrwać spadek liczebności zauropodów z końcem okresu jurajskiego.

### Czaszka

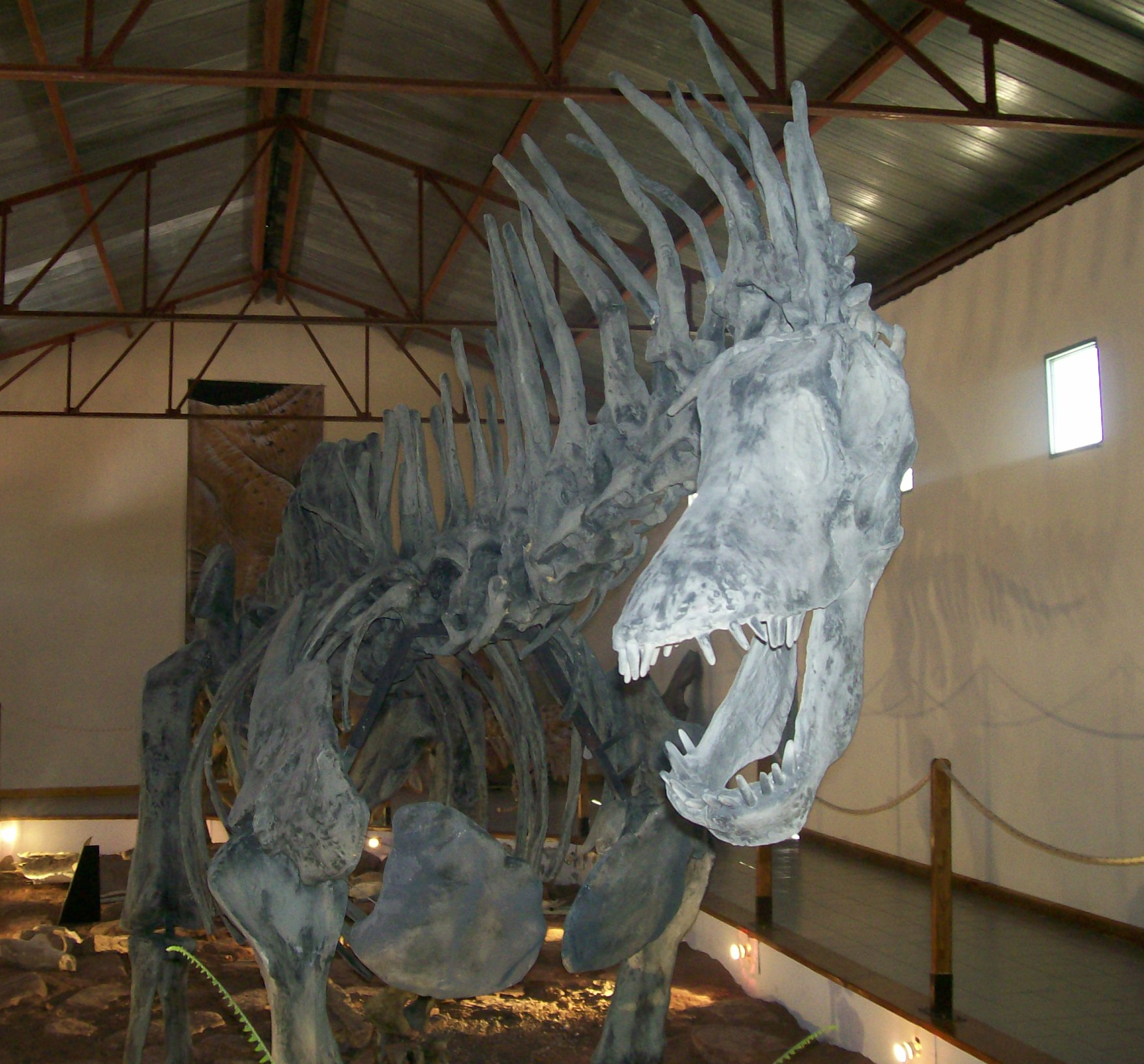
Czaszka amargazaura

Pysk dikreozaurydów przypominał pysk diplodoka. Długie zauropodzie czaszki o wycofanych nozdrzach zewnętrznych i cylindrycznych zębach określa się mianem czaszek typu diplodoka. Prócz diplodoków i dikreozaurów występowały one również u tytanozaurów.
Również budową czaszki zwierzę przypomina wspomniany już gatunek dikreozaura. Tylno-grzbietowy obszar czaszki posiada sklepienie podobne jak u dikreozaura czy apatozaura, różniące się od spotykanego u innych zauropodów. Kości potyliczne łączyły się ze sobą na niewielkim odcinku, oddzielone od siebie na przedzie. Po bokach zdobiły je półokrągłe wały kostne. Kości te stanowiły tylne ograniczenie otworu ciemieniowego, przednie tworzyły natomiast kości czołowe. Ich połączenie stanowiło cechę peramorficzną. Nie spotyka się jej np. u diplodoka, u którego nie ulegają połączeniu. Dobrze zbudowane i grube były kości przedczołowe, usytuowane w kierunku przednim i grzbietowym w stosunku do oczodołów, zakończone klinowato na przedzie. Otaczały komorę mieszczącą opuszkę węchową. Oglądane od strony grzbietowej przyjmowały kształt trójkątny, a ich powierzchnia od tej strony była w miarę gładka i nieco wklęsła. Z kolei powierzchnia zewnętrzna odznacza się chropowatością, występuje tu zgrubienie grzbietowo-brzuszne. U góry od tylnego rogu początku drogi węchowej rozpoczyna się grzebień przebiegający w kierunku brzuszno-przyśrodkowym, zmierzający w kierunku kości czołowej. Kości nadoczodołowe są wąskie, grzebień nadoczodołowy zaś dobrze rozwinięty. Kąt dolno-tylny oczodołów, pokrytych nierównościami od strony grzbietowej i tylno-grzbietowej, budowały kości zaoczodołowe, łączące się na dużym obszarze z wydłużonymi w kierunku przednio-tylnym i klinowatymi kośćmi łuskowymi, same wydłużone w kierunku przednim oraz brzusznym, obejmujące od góry wąski otwór podskroniowy. Otwór nadskroniowy przyjmuje postać szczeliny. Wspomniana kość łuskowa nie łączy się z kwadratowo-jarzmową, podobnie jak u diplodoka czy apatozaura, a w przeciwieństwie do rebbachizaura. Niewielki rozmiar otworów postparietalnych w stosunku do parietalnych odróżnia czaszkę amargazaura od dikreozaurzej. W obrębie szwu czołowo-ciemieniowego występuje ciemiączko ciemieniowe, czyli położone pośrodkowo zagłębienie. Podobna struktura występuje u dikreozaura, jak również limajzaura i tytanozaurów.
Solidnie zbudowane są orbitosfenoidy. Przechodzi przez nie szeroki otwór dla nerwu węchowego. Basisfenoidy formują 2 długie wyrostki (basipterygoids), dłuższe niż u dikreozaura, kierujące się do przodu i w dół, jak u dikreozaura i diplodoków. Kość nadoczodołową zdobi gruby, wydatny grzebień przebiegający od okolicy otworu wielkiego. Po obu jego stronach kość zagłębia się. Za życia zwierzęcia miejsca te odpowiadały przyczepom mięśniowym. Kość przedczołowa nosi grzebień oddzielający oczodół od nozdrzy zewnętrznych, położonych wybitnie ku tyłowi. Te ostatnie swym umiejscowieniem, jak i budową przypominają te spotykane u D. hansemanni. Jest to cecha wykazująca większe zaawansowanie ewolucyjne, niż u brachiozaurydów, kamarazaurydów czy diplodoków, mimo że nozdrza leżące na szczycie czaszki stanowią cechę Diplodocimorpha. Budowa tych nozdrzy, grubość okolicznych kości i bliskość również dobrze zbudowanego regionu potylicznego przywodzą na pomysł pomysł Bakkera z 1986, widzącego u zauropodów trąbę.
Niezachowane u holotypu amargazaura zęby, u innych Diplodocimorpha miały kształt ołówkowaty, a już autorzy opisu amargazaura uznawali zęby dikreozaurydów za przypominające zęby diplodoków. Również u jaszczura z Amarga występowały więc zęby o kształcie kołków, jak u dikreozaura, diplodoka czy apatozaura. Zęby te były smukłe, długie, nieznacznie zakrzywione w stronę językową. Powierzchnia służąca rozdrabnianiu pokarmu była w przednich zębach owalna czy okrągła, nachylona pod kątem od 10 do 40° do osi wargowo-językowej. Na zębach bocznych powierzchnia ta jest owalna, zwrócona językowo. Korona płynnie przechodziła w korzeń.
Diplodocimorpha charakteryzowały się brzusznie przesuniętą potylicą. Kłykieć potyliczny amargazaura, tworzony w znacznej mierze przez wydłużoną kość potyliczną podstawową, której połączone guzy również odróżniają amargazaura od krewnych, przyjmuje kształt zbliżony do sferycznego.
Budowa szyi implikowała stałe pionowe ustawienie głowy amargazaura, dopiero pierwszy z kręgów szyi przyjmował ułożenie bliskie poziomemu.

### Szkielet pozaczaszkowy

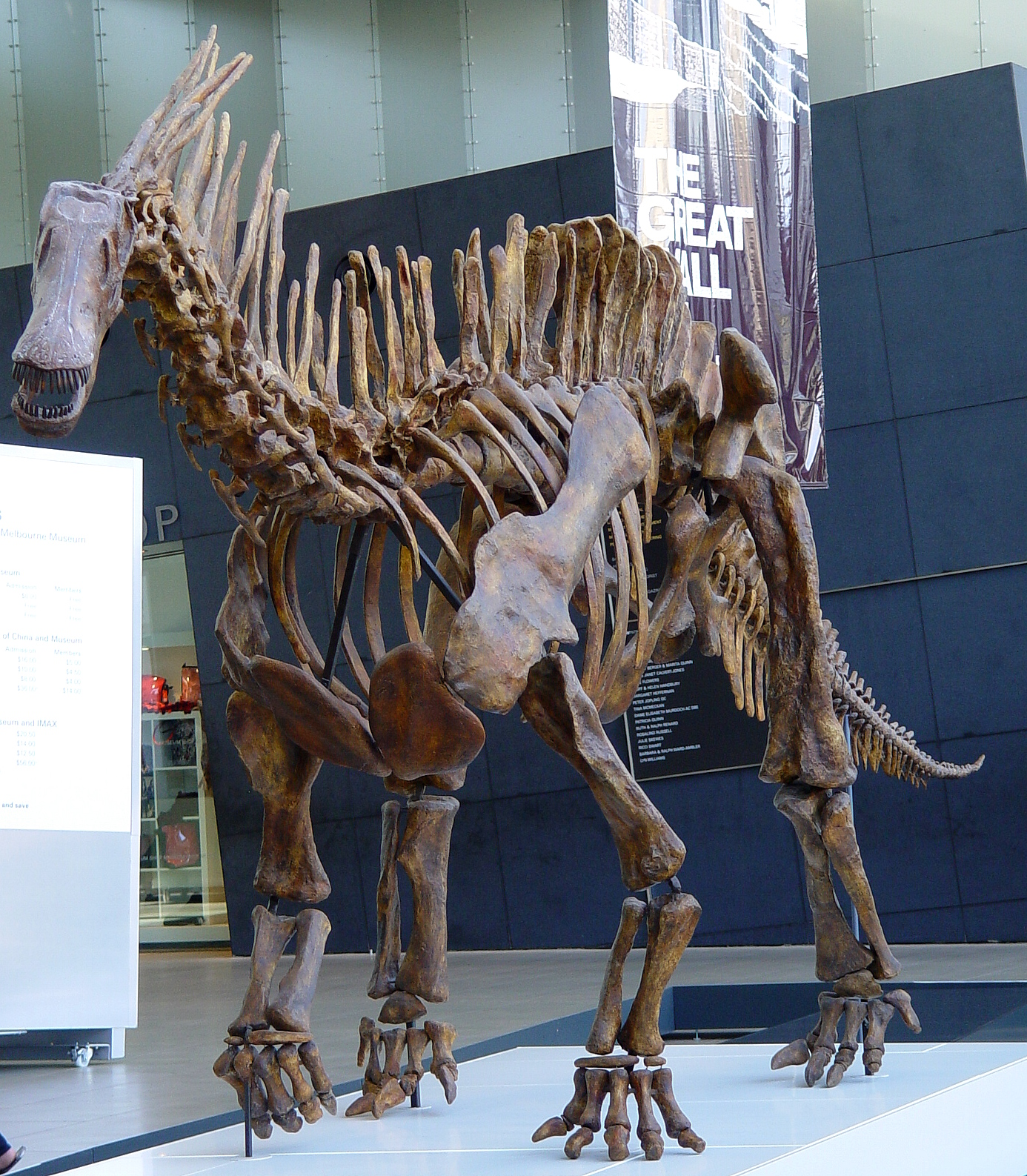
Szkielet amargazaura widziany z przodu (Museum of Victoria, Melbourne, Australia)

Kręgi przedkrzyżowe, występujące w ilości 23, są wyższe, niż u dikreozaura, co uznano za cechę diagnostyczną rodzaju Amargasaurus. Wyrostki kolczyste, mogące osiągać długość czterokrotnie większą od trzonu, aż do przedostatniego kręgu przedkrzyżowego również ulegają rozwidleniu i to w sposób większy, niż u dikreozaura, u którego ta charakterystyczna cecha wiąże się nawet z nazwą rodzajową znaczącą „rozwidlony jaszczur”. Rozwidlenie to w przypadku kręgów szyjnych i przednich grzbietowych Salgado uznaje za synapomorfię kladu zwanego przezeń diplodokami (w innym niż powszechne rozumieniu, łączącego diplodoka i dikreozaura).
Odcinek szyjny kręgosłupa liczy 13 kręgów. Widlasty podział wyrostków kolczystych nie dotyczy atlasa ani obrotnika. Następne kręgi posiadają dłuższe niż dikreozaurze wyrostki kolczyste, zmierzające do góry i w tył, przyjmujące kształt częściowo cylindryczny, półokrągły w przekroju, bardziej blaszkowate przy podstawie. Są wysokie na cztery wysokości trzonu. Ich podział sięga zadaszenia kanału mieszczącego rdzeń kręgowy. Z kolei trzony nie wyróżniają się już tak bardzo wśród zauropodów. Określa się je jako opistoceliczne, dłuższe, niż wyższe. Słabo zaznaczone boczne wgłębienia rysują się lepiej tylko z przodu, nad parapofyzami. W przeciwieństwie do nich głębokie, sięgające nawet płaszczyzny pośrodkowej zagłębienia leżą na diapofyzach, dokładniej na ich powierzchniach grzbietowych. Podobnie jak u dikreozaura, pleurocele jednak nie występują, nie ma też systemu beleczek kostnych, spotykanych u diplodoka.
Po kręgach szyjnych następowało 9 kręgów grzbietowych. Wyrostki kolczyste również były głęboko przedzielone, z wyjątkiem jednak dwóch ostatnich kręgów tego odcinka. Trzony, nieznacznie dłuższe, niż wyższe, z początku opistoceliczne, w kierunku dystalnym przechodziły w płaskie na obu powierzchniach. Wgłębienia na powierzchniach bocznych opisuje się tylko na trzech pierwszych kręgach dorsalnych. Dobrze zbudowane diapofyzy pierwszego kręgu grzbietowego sugerują obecność potężnych żeber. Ogólnie potężne diapofyzy bliższych kręgów dorsalnych odróżniają amargazaura od dikreozaura. Ma miejsce wtórny brak pleuroceli.
Od poprzednich odcinków kręgosłupa wyróżniała się kość krzyżowa, tworzona przez 5 kręgów. Kręgi S1 i S2 łączą się ze sobą, podobnie jak 3 kolejne kręgi. Wszystkie charakteryzowały się długimi, ale już niedzielącymi się widlasto wyrostkami kolczystymi. Długie są również wyrostki poprzeczne, wskazują one na szeroką miednicę.
Kręgi ogonowe są dobrze zbudowane, ciężkie, w kształcie amfiplatyczne, choć niewielka wypukłość na przedzie wskazuje na pewną opistoceliczność. Cecha ta nie wyraża się wśród kręgów środkowych, o długich a niskich trzonach i skręcających w tył łukach kręgowych.
Często spotykane u diplodokokształtnych długie, widlaste wyrostki kolczyste u amargazaura przybierały postać wręcz ekstremalną. Przypominały raczej długie kolce, niż wyrostki kręgosłupa. Postulowano, że widlaste wyrostki Diplodocimorpha mogły zapewniać miejsce dla ciągłego więzadła karkowego, mającego za zadanie wspierać szyję. Hipotetyzuje się również ich udział w walkach wewnątrzgatunkowych. Mogą one uchodzić za cechę pedomorficzną z uwagi na kostnienie tego elementu kośćca z dwóch oddzielnych jąder. Używa się tutaj terminu lokalnej neotenii, podobnie jak w przypadku przetrwałego otworu w sklepieniu czaszki. Niektórzy specjaliści porównują nawet ten stan z wadami dysraficzymi występującymi u człowieka. Z drugiej strony znaczny wzrost proksymalnych wyrostków tłumaczy się przyśpieszeniem wzrostu, hipermorfozą lub przemieszczeniem.
Blaszki kostne odchodzące od prezygapofyzy ostatnich kręgów szyjnych przypominają te spotykane u zapalazaura. Pozostała część obszaru blaszki postzygapophysis, która leży między miejscem połączenia z nową blaszką i diapophysis, tworzy kąt i zakręca pionowo. Wedle autorów opisu zapalazaura ta cecha holotypu amargazaura pozwala na jego identyfikację. Inaczej niż poprzednie odcinki kręgosłupa wygląda kość krzyżowa: 5 tworzących ją kręgów zrasta się w jedną całość. Nie odbiega ona znacznie od spotykanej u dikreozaura.
Nieznacznie proceliczne proksymalne kręgi ogonowe łączą amargazaura z Zapalasaurus. Biczowaty ogon stanowi cechę wspólną Diplodocimorpha.
Łuki naczyniowe wykazuje w części proksymalnej znaczną wklęsłość, są tam ze sobą solidnie połączone.

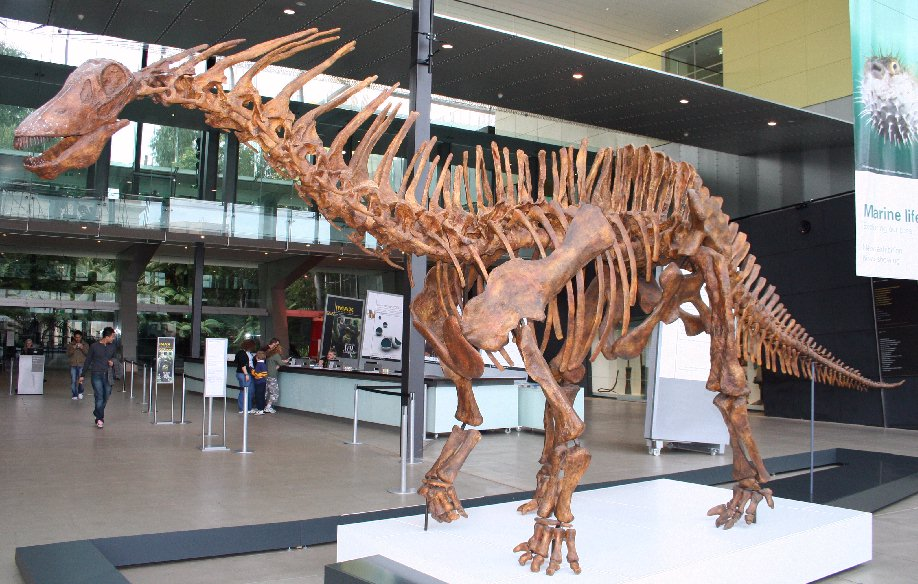
Szkielet amargazaura w Melbourne Museum

Miednica i szkielet kończyn wedle odkrywców przypomina spotykane u Dicraeosaurus.
Wąska łopatka o wydłużonym kształcie cechuje się wypukłą powierzchnią zewnętrzną, płaską zaś wewnętrzną. Kość ta, mierząca 118 cm długości, tworzy panewkę stawu ramiennego, której jama wykazuje poszerzenie w kierunku przednim. Kość krucza charakteryzuje się z kolei niewielkim wyrostkiem w części panewkowej. Jednoimienny z nią otwór osiąga duże rozmiary.
Kość ramienna amargazaura przypomina bardziej spotykaną u D. hansemanni, niż u D. sattleri. Mierząc 72 cm, jest dłuższa, niż u tego ostatniego, w przeciwieństwie do krótszego deltopectoral crest. Kąt torsji nie jest znaczny. Obwód wynosi w najwęższym miejscu 38 cm. Trzon jest również szerszy, lepiej zbudowany, niż u obu gatunków dikreozura. Deltoid crest jest dobrze widoczny, zajmując połowę długości trzonu kości ramiennej. Po stronie grzbietowej tworzy on znaczną wklęsłość. Znajdujące się na jej końcu dystalnym hemikondyle są mniej poszerzone, niż u „widlastego jaszczura”, co oznacza węższy odsiebny koniec kości.
Na proksymalnej części kości łokciowej, osiągającej wielkość 44 cm, a więc podobną do mierzącej 47 cm kości promieniowej, choć nieco mniejszej, zwracają uwagę 3 grzebienie, stosunkowo nieskomplikowane, natomiast trudno dostrzegalny jest wyrostek łokciowy. Z kolei na końcu odsiebnym występują nierówności tworzące podłużną strukturę stanowiącą za życia zwierzęcia miejsce przyczepu więzadeł łączących obie kości przedramienia.
Kość promieniowa cechuje się poszerzonym końcem dystalnym.
Kość biodrowa, której część przednia, wychylona przednio-bocznie, tworzy kąt z resztą kości, posiada rozległą szypułkę łonową. Inaczej wygląda szypułka kulszowa. Tworzy ją wyrostek nieznacznej długości. Występuje duża, otwarta panewka stawu biodrowego.
Kość udowa amargazaura, mierząc 105 cm (145% długości kości ramiennej), jest krótsza, niż u obu gatunków dikreozaura, choć mieści się w przedziale odchylenia standardowego D. sattleri. Z drugiej strony jest szersza, dobrze zbudowana. Przyjmuje kształt czworokątny. Najmniejszy obwód mierzy 53 cm. Czwarty krętarz znajduje się w odległości 57% długości kości, licząc od końca proksymalnego. Określa się go jako gruby, tępy. Skrócenie wymiaru proksymalnego ma wynikać z proksymalnego przemieszczenia się pewnych elementów głowy opisywanej kości. Głowa odchyla się lekko przyśrodkowo, sprawia wrażenie silnej. Koniec dystalny kości osiąga 28,4 cm. Znajdują się tam dwa odchylające się w tył kłykcie, wyraźnie rozdzielone.
Kość piszczelowa mierzy 64,0 cm, co czyni ją 1,64 raza krótszą od kości udowej. Wykazuje solidną budowę i poszerzenie końca proksymalnego. Widnieje na niej umiarkowanej wielkości grzebień. Trzon tej kości wykazuje skręcenie, kąt torsji wynosi mniej niż kąt prosty. Kość strzałkowa podobnie do piszczeli ma 64,0 cm długości. Jest względnie gruba, obie nasady są nieznacznie tylko poszerzone.
Zewnętrzna część węższego od piszczeli astragalusa jest wysoka w przeciwieństwie do niskiej wewnętrznej.

## Paleobiologia

### Wyrostki kolczyste

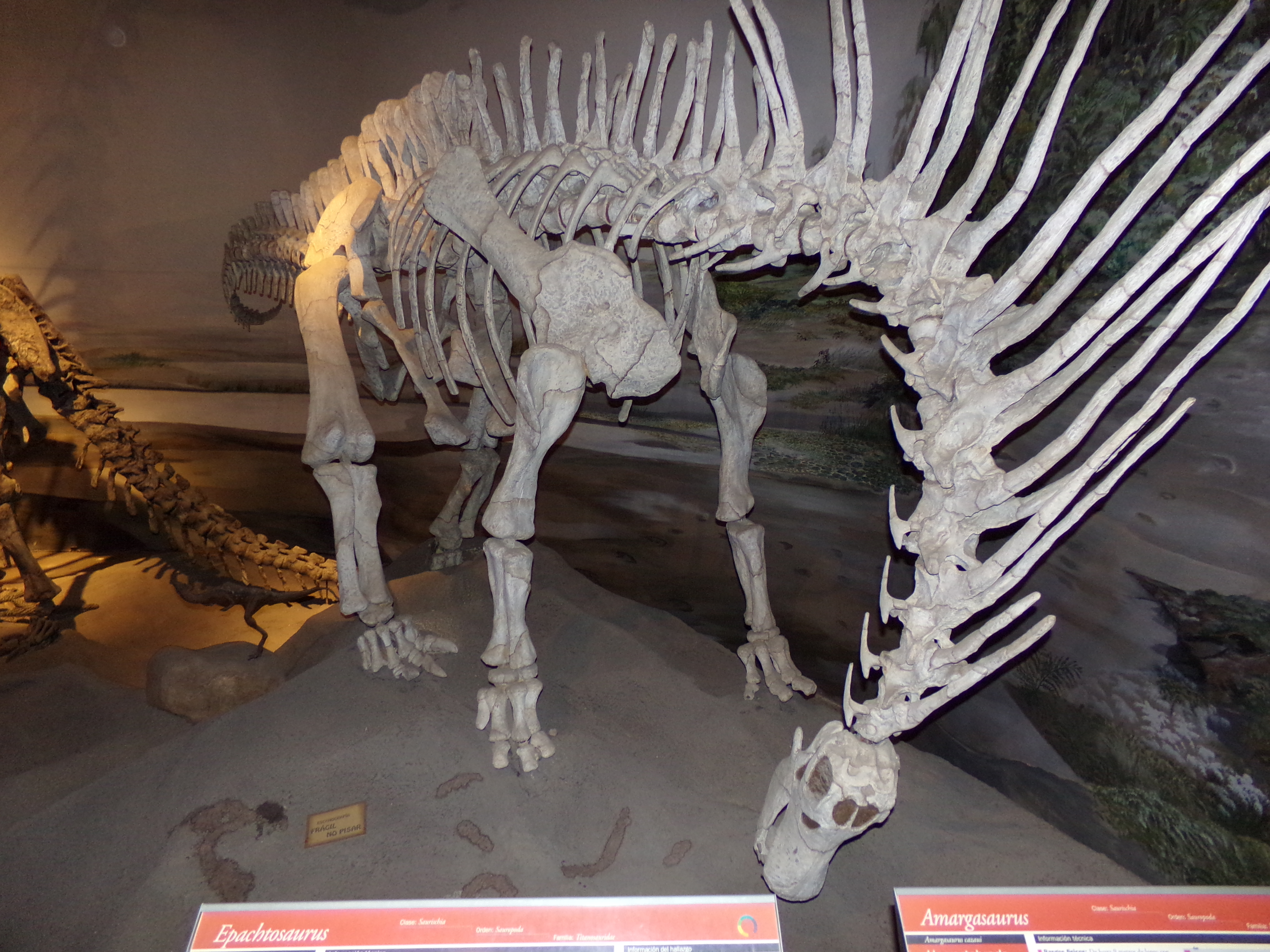
Odlew szkieletu z widocznymi wyrostkami kolczystymi kierującymi się do przodu przy zgiętej w dół szyi, Museum of Paleontology Egidio Feruglio

Zarówno funkcja, jak i wygląd za życia ekstremalnie wydłużonych i rozdwojonych wyrostków kolczystych pozostają nieuchwytne. W publikacji ustanawiającej nowy rodzaj postulowano, że amargazaur mógł przejawiać zachowania terytorialne lub też pomiędzy osobnikami wytwarzała się określona hierarchia. Kolczaste wyrostki kolczyste służyłyby więc do wywierania wrażenia, do pokazów przed innymi osobnikami tego samego gatunku. Mogły pełnić ważną rolę w dobieraniu się zwierząt w pary. Najbardziej prawdopodobne wydawało się jednak, że służyły do obrony. Salgado i Bonaparte (1991) zasugerowali, że wyrostki służyły za broń przeciwko drapieżnikom, argumentując, że zwężały się one ku końcowi. W rysunkowej rekonstrukcji szkieletu Salgado (1999) przedstawił wyrostki kolczyste wspierające keratynowe osłonki, które mogły znacznie wydłużać kolce. Obecność pewnego rodzaju osłony, kreatynowej bądź skórnej, wykazuje wzór prążkowania powierzchni kolców przypominający kostne fragmenty rogów współczesnych wołowatych. Amerykański pisarz naukowy Gregory Paul w 2000 argumentował, że kolce, jeśli wydłużała je keratynowa pochewka, mogły służyć jako broń przeciwko drapieżnikom i członkom tego samego gatunku, jako że zwierzę mogło posiadać umiejętność kierowania najbardziej proksymalnych z nich ku przodowi, zginając szyję. Autor ten przedstawił też hipotezę, jakoby kolce mogły stukotać o siebie, wydając dźwięk. W 2016 Mark Hallett i Mathew Wedel zasugerował, że skierowane w tył kolce mogły umożliwiać nadziewanie drapieżców, gdy szyja nagle poruszała się w tył podczas ataku. Podobną strategię obronną stosuje dzisiaj antylopowiec wielki czy też oryks arabski, używające swych długich, skierowanych w tył rogów do dźgania lwów. Poza funkcją obronną kolce mogły również służyć w pokazach, do onieśmielania rywali lub w zalotach. Hallett i Wedel hipotetyzowali także, czy rywale mogli splatać się swymi kolcami podczas walk na szyje.
Jak wskazał Jack Bailey (1997), kolce przypominały wachlarz spotykany u pelykozaurów takich jak Dimetrodon. Zgodnie z poglądem tego autora Amargasaurus również mógł mieć taki żagiel, który mógł wykorzystywać w pokazach. W przeciwieństwie do pelykozaurzych amargazaurze wyrostki kolczyste były rozwidlone, tworząc podwójny rząd wzdłuż szyi i grzbietu. Przestrzeń pomiędzy rzędami mierzyła tylko od 3 do 7 cm, co czyni obecność dwóch wachlarzy nieprawdopodobną. Zamiast tego Bailey sugerował, że kolce tworzyły rusztowanie całkowicie objęte skórą. Paul argumentował przeciw tej hipotezie, wskazując, że żagiel na szyi ograniczałby możliwość jej zgięcia, a kolce były okrągłe w przekroju, nie zaś spłaszczone, jak u zwierząt noszących żagle.
Daniela Schwarz i współpracownicy (2007) doszli do wniosku, że rozwidlone wyrostki kolczyste dikreozaurydów i diplodoków zawierały worek powietrzny, połączony z płucami i wchodzący w skład układu oddechowego. U dikreozaura tenże worek powietrzny, zwany supravertebral diverticulum, spoczywałby na szczycie łuku nerwowego, wypełniając całą przestrzeń między kolcami. Jednak u amargazaura górne dwie trzecie kolców pokrywała keratynowa osłonka, ograniczając rozmiar worka do przestrzeni dolnej jednej trzeciej kolców.

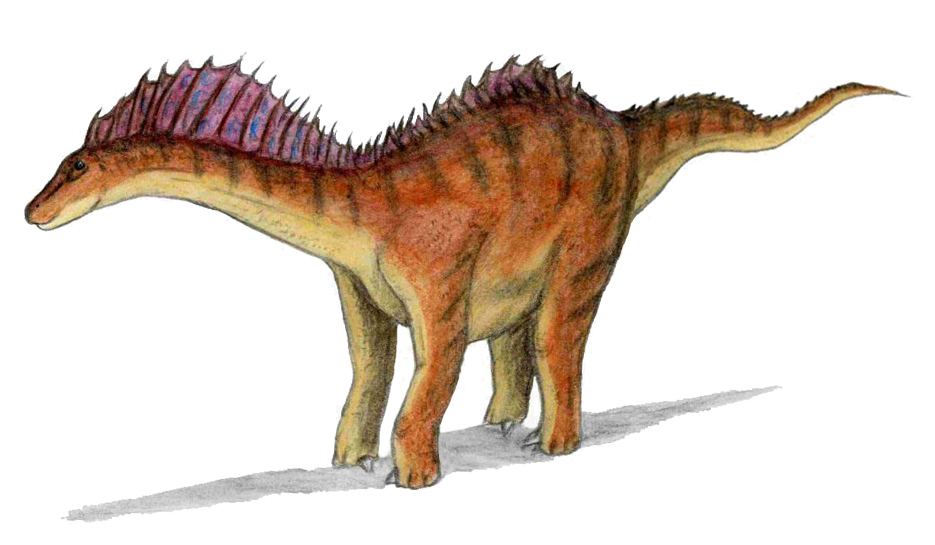
Wyobraźnia artysty – amargazaur z żaglem skórnym, jak zaproponowano w 1997. Obecnie wielu naukowców uważa taki pomysł za nieprawdopodobny

Wyrostki kolczyste od prawie ostatnich kręgów grzbietowych do najbliższych ogonowych także były silnie wydłużone, ale różniły się od wcześniejszych budową, tworząc pojedynczy rząd wiosłowatych wyrostków. Baileyowi wyrostki te przywodzą na myśl współczesne garbate kopytne, jak bizon, wskazując na obecność mięsistego garbu nad biodrami. Bailey zasugerował obecność podobnych garbów u innych dinozaurów o silnie wydłużonych wyrostkach kolczystych, jak spinozaur czy uranozaur.

### Zmysły

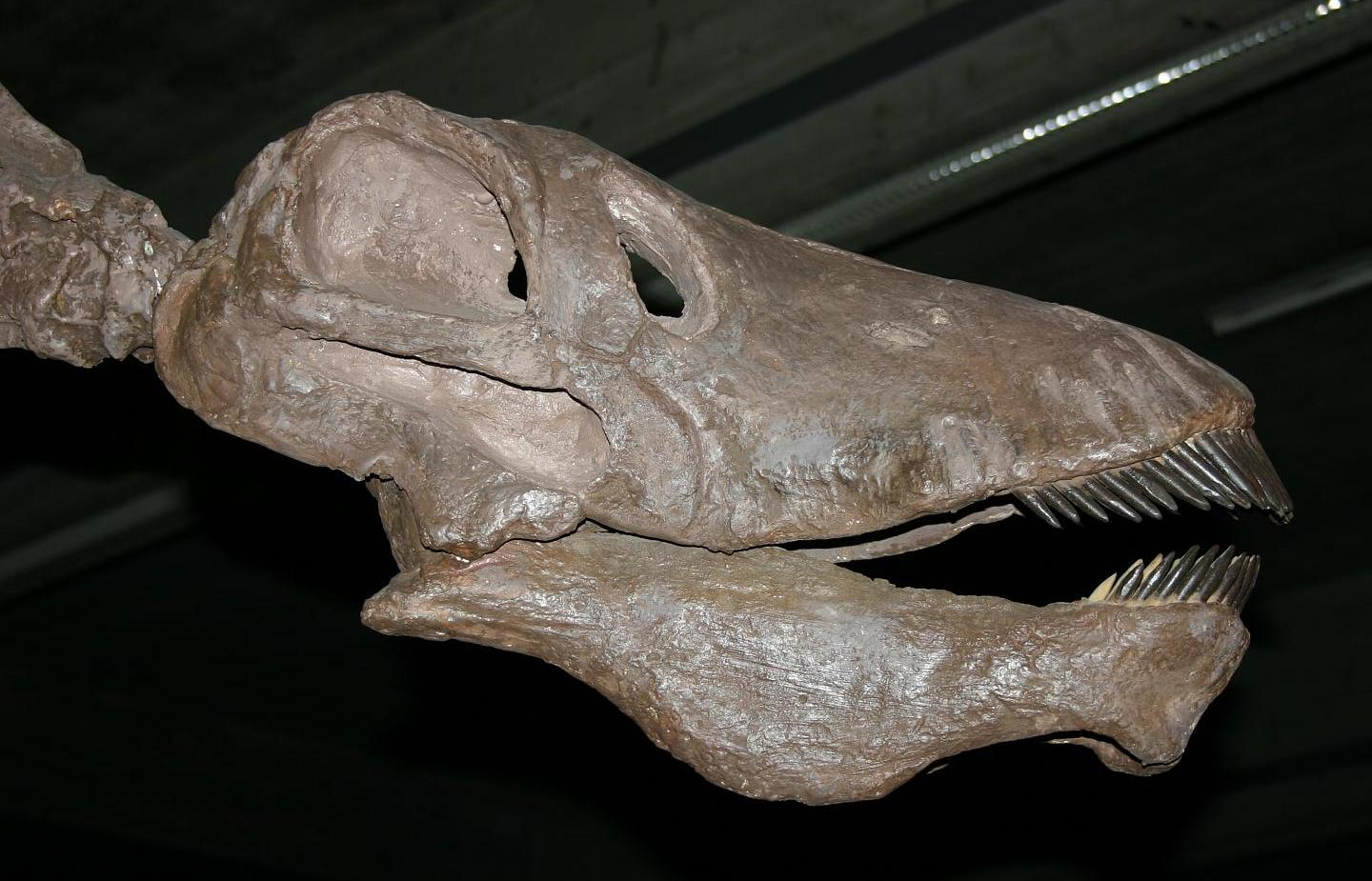
Rekonstrukcja czaszki

Paulina Carabajal i współpracownicy (2014) wykorzystali CT do zbadania czaszki, co umożliwiło stworzenie trójwymiarowych modeli jamy czaszki i ucha wewnętrznego. Dzięki temu wykazano, że objętość jamy czaszki wynosiła między 94 a 98 ml. Ucho wewnętrzne mierzyło 30 mm wysokości i 22 mm szerokości. Lagena, zawierająca za życia komórki słuchowe, była raczej krótka, co wskazuje na słabszy zmysł słuchu amargazaura w porównaniu z innymi zauroodami, których ucho wewnętrzne poddano badaniom.

### Postawa
Od momentu opisania rodzaju nie ulega wątpliwości, że amargazaur musiał poruszać się na czterech kończynach. Stosunki długości odpowiednich kości wskazują na niezdolność zwierzęcia do szybkiego poruszania się.
Pierwsze rekonstrukcje szkieletu przedstawiają głowę w pozycji niemalże poziomej. Salgado (1999) argumentował, że taka pozycja byłaby anatomicznie niemożliwa z powodu wydłużonych wyrostków kolczystych kręgów szyjnych. Zamiast niej wyobrażał sobie głowę ustawioną prawie pionowo. Nawykowe ułożenie głowy odzwierciedla zazwyczaj położenie kanałów półkolistych w uchu wewnętrznym, odpowiedzialnych za zmysł równowagi. Używając trójwymiarowego modelu ucha wewnętrznego, Carabajal i inni zasugerowali, że pysk kierował się w dół pod kątem około 65° do poziomu. Podobną wartość zaproponowano niedawno dla diplodoka. Neutralne ustawienie szyi można oszacować na podstawie połączeń pomiędzy kręgami szyjnymi. Wedle Carabajal et al. szyja w pozycji neutralnej delikatnie opadała, utrzymując pysk jakieś 80 cm nad ziemią. W rzeczywistości ułożenie szyi zmieniało się w zależności od aktywności zwierzęcia. Unoszenie szyi, np. gdy zwierzę coś zaalarmowało, ograniczały wydłużone wyrostki kolczyste, nie pozwalając na osiągnięcie wysokości powyżej 270 cm.

### Poruszanie się

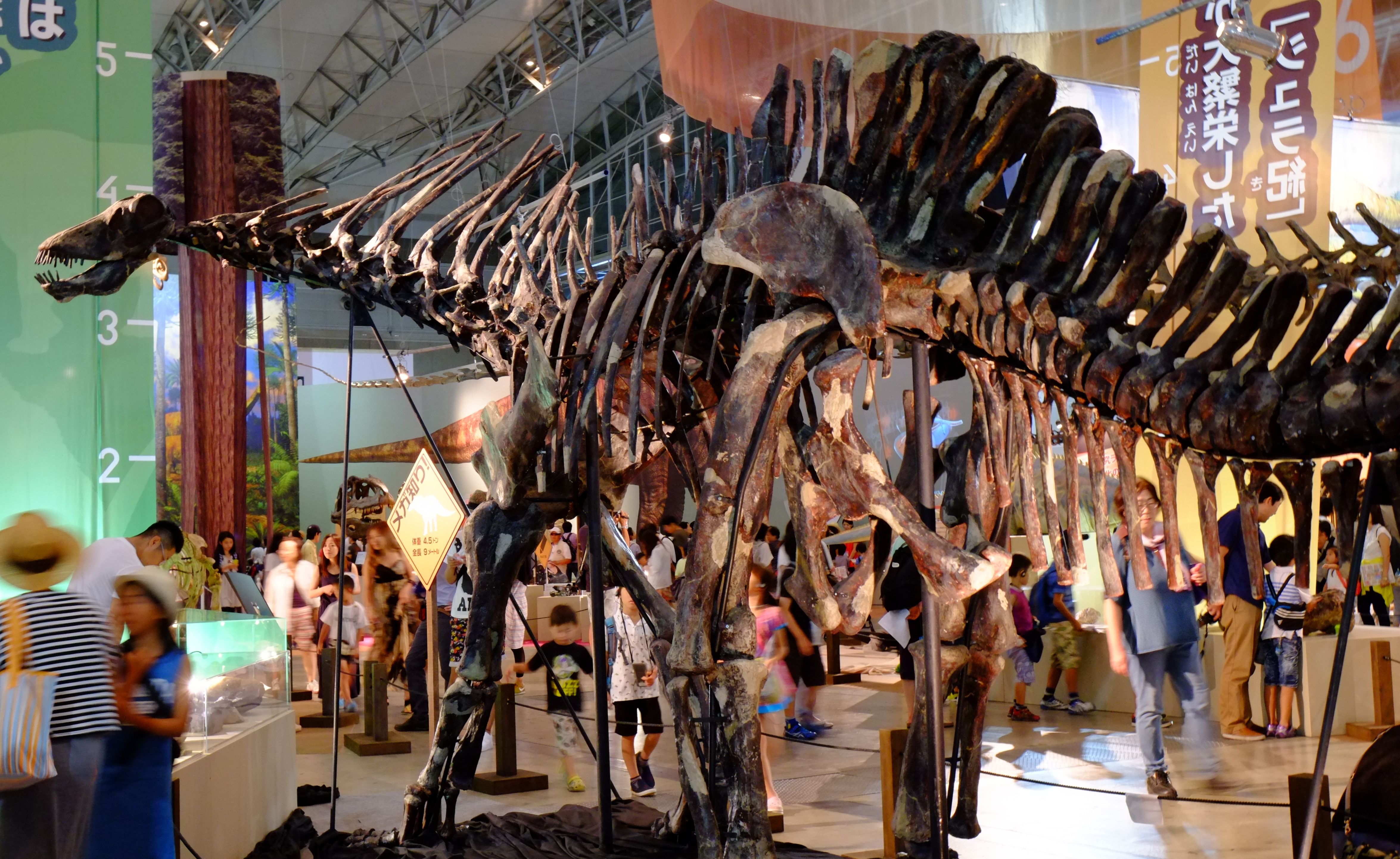
Szkielet z tyłu, widać miednicę i wysokie wyrostki kolczyste kręgów krzyżowych

Amargasaurus poruszał się na czterech łapach. Prawdopodobnie nie był zdolny stanąć na tylnych kończynach. Salgado i Bonaparte (1991) sugerowali, że był wolnym piechurem, jako że jego przedramiona i podudzia były proporcjonalnie krótkie, co stanowi cechę częstą u wolno chodzących zwierząt. Sprzeciwili się temu Gerardo Mazzetta i Richard Fariña (1999), argumentując za zdolnością do szybkiego przemieszczania się amargazaura. Podczas poruszania się kości kończyn podlegały dużemu momentowi gnącemu, ograniczającemu maksymalną szybkość zwierzęcia. Jednak kości kończyn amargazaura cechowały się mocniejszą budową, niż u współczesnego nosorożca białego, zaadaptowanego do galopu.

## Rozmieszczenie geograficzne
Szczątki amargazaura odkryto w południowoamerykańskim basenie Neuquén. Tereny leżą dzisiaj w Argentynie, a dokładniej w południowo-środkowej części jej prowincji Neuquén, gdzie leży Formacja La Amarga, z której pochodzą skamieliny.
Wedle odkrywców amargazaura ich znalezisko datuje się na kredę wczesną, na hoteryw, co potwierdzano w następnych publikacjach. Podobny pogląd wyznają Manzetta i współpracownicy, którzy w swej pracy traktującej o rozmiarach południowoamerykańskich dinozaurów z kredy przypisują amargazaura nieoficjalnej jednostce stratygraficznej znanej jako neokom, uznając go dokładniej za przedstawiciela późnego neokomu. Autorzy opisu zapalazaura z tej samej formacji umieszczają amargazaura we wczesnym barremie. Jeszcze nowsza praca podaje, że osad, w którym znaleziono ten gatunek, reprezentuje interwał barrem-apt.

## Paleoekologia
Amargasaurus pochodzi ze skał osadowych formacji La Amarga, wchodzącej w skład Basenu Neuquén, datowanej na barrem i późny apt w epoce kredy wczesnej. Większość skamieniałości kręgowców, w tym i amargazaura, znaleziono w najniższej części formacji, Puesto Antigual. Ogniwo to mierzy szacunkowo 29 m miąższości. Tworzą je głównie piaskowce odłożone przez rzeki roztokowe. Szkielet amargazaura przykryła warstwa zlepieńców piaszczystych. Fauna zauropodów formacji La Amarga była zróżnicowana. Obejmowała bazalnego rebbachizauryda zapalazaura, tytanozaura amargatytanisa oraz nienazwane szczątki bazalnych Titanosauriformes. Wysoka różnorodność sugeruje, że różne gatunki zauropodów eksploatowały różne zasoby pokarmu, zmniejszając w ten sposób konkurencję. Bazalne Titanosauriformes miały proporcjonalnie dłuższe szyje, dłuższe przednie kończyny i szersze korony zębów, niż dikreozaurydy czy rebbachizaurydy, co wskazuje na większą wysokość żerowania. Amargasaurus prawdopodobnie pożywiał się do wysokości 2,7 m nad poziomem gruntu, na co wskazuje anatomia jego szyi i ucha wewnętrznego. Rebbachizaury, jak zapalazaur, prawdopodobnie żywiły się na poziomie gruntu, podczas gdy pierwotne Titanosauriformes wykorzystywały pokarm dostępny wysoko.
Harris zasugerował w 2006, że otwór postparietalny spotykany u amargazaura, dikreozaura, Suuwassea czy Tornieria może korelować z preferencją przybrzeżnych siedlisk lądowych. Formację La Amarga część badaczy uważa za środowisko w pełni lądowe, inni natomiast dopatrują się obecności zbiornika morskiego.
W skałach formacji La Amarga znaleziono również pozostałości Amargastegos z grupy stegozaurow, spośród teropodów niewielkiego ceratozaura Ligabueino, na obecność zaś wielkich tetanurów wskazuje obecność zębów. Prócz dinozaurów formacja znana jest ze ssaka z grupy kladoteriów Vincelestes, jedynego ssaka południowoamerykańskiego z kredy wczesnej. Krokodylomorfy reprezentuje zaś Amargasuchus z rodziny Trematochampsidae; holotyp tego rodzaju znaleziono wraz z kośćmi amargazaura.